# Opération Alcatraz
Conflit armé colombien
Batailles
Années 1970

Anorí
Années 1980

Palais de justice
Années 1990
- Casa Verde
- Girasoles
- Las Delicias
- Quebrada El Billar
- Miraflores
- Mitú

Années 2000
- Berlín
- Reprise de la zone démilitarisée
- Alcatraz
- Jaque
- Fénix
- Dinastía

Années 2010
- Camaleón
- Sodoma
- Némésis
- Odiseo
- Combats de 2013 (processus de paix)

L’opération Alcatraz est une campagne militaire menée en plusieurs phases du 7 mars au 30 octobre 2007 par l'armée nationale colombienne contre des éléments des groupes rebelles des FARC et de l'ERP dans les départements de Bolívar et de Sucre. La sous-opération Aromo visait à tuer le dirigeant des FARC Martín Caballero (en),,.